# Anthidium orizabae
Anthidium orizabae är en biart som beskrevs av Dalla Torre 1890. Anthidium orizabae ingår i släktet ullbin, och familjen buksamlarbin. Inga underarter finns listade i Catalogue of Life.